# Pyote
Pyote est une ville située au centre du comté de Ward, au Texas, aux États-Unis,.

## Démographie
Lors du recensement de 2010, la ville comptait une population de 114 habitants. Elle est estimée, en 2016, à 122 habitants.

## Source de la traduction
- (en) Cet article est partiellement ou en totalité issu de l’article de Wikipédia en anglais intitulé « Pyote, Texas » (voir la liste des auteurs).